# Energiöverenskommelsen 2016
Energiöverenskommelsen 2016 var en överenskommelse mellan fem av svenska riksdagens åtta partier om långsiktig inriktning för svensk energipolitik. Den sågs som en betydelsefull politisk kompromiss efter decennier med partipolitiska meningsskiljaktigheter om den energipolitiska färdriktningen. 
Överenskommelsen slöts den 10 juni 2016 mellan regeringspartierna Socialdemokraterna och Miljöpartiet de Gröna samt oppositionspartierna Moderaterna, Centerpartiet och Kristdemokraterna. Syftet med överenskommelsen var att skapa långsiktiga spelregler för den svenska energiförsörjningen. Målet i överenskommelsen var att Sverige skulle ha hundra procent förnybar elproduktion år 2040. 
Till grund för överenskommelsen låg den tidigare borgerliga Alliansregeringens överenskommelse som slöts den 5 februari 2009, och som Socialdemokraterna och Miljöpartiet de Gröna meddelade sig vara beredda att stödja först i mars 2016 – i utbyte mot ett mål om hundra procent förnybart – efter att tidigare ha varit motståndare till densamma.

## Bakgrund
Sverige hade under decennier styrts av olika regeringar som alla haft olika inriktningar för Sveriges energiförsörjning, vilket skapat osäkerhet på elmarknaden såväl som för hushåll och näringsliv. År 1980 genomfördes en folkomröstning om kärnkraften där samtliga linjer angav – om än i olika takt och med vissa skillnader – att Sverige skulle avveckla samtliga kärnkraftsreaktorer. Efter folkomröstningen beslutade riksdagen att alla reaktorer skulle vara avvecklade till år 2010.
I samband med borgerliga Alliansregeringens styre (2006–2014) slöts en överenskommelse mellan partierna Moderaterna, Centerpartiet, Folkpartiet (nu Liberalerna) och Kristdemokraterna som innebar att man accepterade utbyggnad av nya kärnkraftsreaktorer men att kärnkraften skulle bära sina egna kostnader, det vill säga utan statliga subventioner. Samtidigt beslutades att subventioner skulle ges till vindkraft och solkraftverk. Överenskommelsen som offentliggjordes den 5 februari 2009 innebar ett genombrott för de borgerliga partierna som fram till det datumet varit splittrade i energifrågan, framförallt med anledning av Centerpartiets tidigare motstånd mot kärnkraft.
När en rödgrön regering tillträtt 2014 meddelades i regeringsförklaringen att de avsåg att bjuda in till blocköverskridande samtal i en särskild energikommission i syfte att skapa en långsiktigt hållbar energiöverenskommelse. Regeringen angav också att deras ingång i dessa samtal var att kärnkraften skulle ersättas med förnybar energi och energieffektivisering och att Sverige på sikt skulle ha 100 procent förnybar energi, vilket var ett krav som Miljöpartiet de gröna länge drivit.

## Förhandlingar
Under förhandlingarna offentliggjorde olika partier sina ståndpunkter. Först meddelade Socialdemokraterna och Miljöpartiet att de ville ha målet 100 procent förnybart inom 20 år och stöd till att bygga mer förnybar energi. Centerpartiet angav sedan sänkt skatt på vattenkraft som avgörande. Liberalerna meddelade efter ett tag att de ville ta bort stödet till förnybar energi och istället satsa på ny kärnkraft. Senare hoppade Liberalerna av samtalen. De tre andra allianspartierna valde att fortsätta förhandla med Socialdemokraterna och Miljöpartiet utan Liberalerna. Alliansens enighet i energipolitiken var därmed över.

## Energiöverenskommelsen 2016
På en presskonferens den 10 juni 2016 meddelade representanter för regeringspartierna, Socialdemokraterna och Miljöpartiet de Gröna, samt oppositionspartierna Moderaterna, Centerpartiet och Kristdemokraterna att en överenskommelse slutits mellan partierna för att säkra Sveriges framtida energiförsörjning. Förhandlare från partierna var i ovan nämnd ordning Sveriges energiminister Ibrahim Baylan samt riksdagsledamöterna Lise Nordin, Lars Hjälmered, Rickard Nordin och Penilla Gunther.
Aldrig tidigare hade en så omfattande överenskommelse träfats gällande svensk energiförsörjning.[källa behövs]

### Överenskommelsens innehåll
Överenskommelsen innehöll bland annat följande:
- Mål om 100 % förnybar elproduktion år 2040.
- Mål om att Sverige inte skulle ha några nettoutsläpp år 2045.
- Avvecklingslagen om kärnkraft skulle inte återinföras.
- Kärnkraftsparentesen var förlängd genom att inom ramen för maximalt tio reaktorer tillåta nybyggnation på befintliga platser.
- Tillstånd kunde ges för att successivt ersätta nuvarande reaktorer i takt med att de nådde sin ekonomiska livslängd.
- Statligt stöd för kärnkraft i form av subventioner skulle ej införas.
- Skatten på termisk effekt skulle avvecklas stegvis under en tvåårsperiod med start 2017.
- Sverige skulle ha moderna miljökrav på svensk vattenkraft, där prövningssystemet utformades på ett sätt som inte blev onödigt administrativt och ekonomiskt betungande för den enskilde i förhållande till den eftersträvade miljönyttan.
- Reglerna för omprövning av vattenverksamheter som vattenkraftverk och dammar skulle förenklas med hänsyn till behovet av att säkerställa en hållbar utveckling där våra vattenresurser inte skulle betraktas som vilken resurs som helst.
- Vattenkraftens utbyggnad skulle främst ske genom effekthöjning i befintliga verk med moderna miljötillstånd. Nya anläggningar skulle ha moderna miljötillstånd.
- Fastighetsskatten på vattenkraftverk skulle sänkas till normalnivån för skatt på elproduktionsanläggningar, det vill säga 0,5 %.
- Elcertifikatssystemet skulle förlängas och utökas med 18 TWh nya elcertifikat till 2030.
- Det skulle utredas hur förenklingar och anpassningar kunde ske av befintliga regelverk och skattelagstiftning för att underlätta för nya produkter och tjänster inom energieffektivisering, energilagring och småskalig försäljning av el till olika ändamål samt elektrifieringen av transportsektorn.
- Ett särskilt energieffektiviseringsprogram för den elintensiva svenska industrin, motsvarande PFE, skulle införas givet att man kunde hitta en ansvarsfull finansiering.
- Överföringskapaciteten inom Sverige skulle öka.
- Stöd till havsbaserad vindkraft genom att subventionera kostnaden för anslutningsledningarna i vattnet.

## Sverigedemokraterna motsatte sig nedläggning av kärnkraften
Sverigedemokraterna hoppade tidigt av förhandlingarna i energiöverenskommelsen. Huvudkritiken var att elproduktionen skulle vara förnybar istället för fossilfri och att elcertifikaten snedvrider konkurrensen mellan olika energislag, vilket i praktiken innebär nedläggning av kärnkraften.

## Kritik mot överenskommelsen
Redan den 1 juni 2016, alltså flera dagar innan överenskommelsen var färdigförhandlad, meddelade Liberalernas partiledare Jan Björklund att man hade dragit sig ur förhandlingarna med motiveringen att man inte kunde stå bakom fortsatta subventioner för förnyelsebar energi, bland annat vindkraft och solkraft.

## Moderaternas och Kristdemokraternas utträde 2019
Den 10 december 2019 lämnade Moderaterna och Kristdemokraterna överenskommelsen. De hade inte fått gehör för förslag på att bjuda in samtliga riksdagspartier till ett omtag i energipolitiken, och inte heller för kravet att det långsiktiga energimålet skulle ändras från förnybara till fossilfria energikällor. Partierna ville även öppna för att driva kärnreaktorerna Ringhals 1 och 2 längre än planerat.